# オゴノリ
オゴノリ（海髪、於胡海苔、学名：Gracilaria vermiculophylla）は、潮間帯付近の岩場に生育する紅藻の一種。単にオゴ、ウゴなどとも呼ばれる。「おきゅうと」などの原料になるエゴノリとは別種。

## 生態
紅藻オゴノリ類の一種である。成長適温は20～25℃で、生育上限温度は36℃とされる。
北米では外来種ではあるものの、地球温暖化などの影響で荒れ果てた脆弱な沿岸海域の回復に重要な役割を果たしていることが分かった。

## 利用
歴史的に刺身のつまに用いられ、あるいはテングサなどとともに寒天の原料とされてきた。ただし、海岸等で採取されたオゴノリは食中毒の危険性があり注意喚起が行われている。日本では1980年に山形県で4人（1人死亡）、1982年に愛媛県で2人（1人死亡）、1993年に神奈川県で2人（1人死亡）に食中毒が発生している。この食中毒原因物質はオゴノリに付着した有害藍藻が産生するプロスタグランジンとされる。また、グアムでもカタオゴノリにより13人中3人が死亡する食中毒が発生している（グアムの事例の原因物質はポリカバノシドとされた）。
なお、市販のオゴノリは有害な成分を除去するため加熱処理またはアルカリ処理がなされている。
オゴノリはカリウムが豊富なため肥料として利用されることもある。